# Glasba naju povezuje
»Музыка нас связала« (»Glasba naju povezuje«) je skladba iz leta 1989, ki jo je izdala ruska disko skupina Miraž (Мираж), iz njihovega drugega studijskega albuma Spet skupaj (Снова вместе).
Avtor glasbe je ustanovitelj skupine in producent Andrej Litjagin, tekst pa je napisal Valerij Sokolov.
Pred dejanskim izidom albuma je bila leta 1988 v prodaji kaseta z osnutkom izdaje, ki je vključevala štiri pesmi: »Prihaja noč« (Наступает ночь), »Spet skupaj« (Снова вместе), »Ne sprašujem več« (Я больше не прошу), in »Nov junak« (Новый герой), ki so bile kasneje v nekoliko modificirani obliki izdane na albumu.
Melodija je zelo dobro poznana tudi v Sloveniji, saj sta si jo pri dance uspešnici »Nemirna kri« iz istoimenskega albuma iz leta 1995 sposodila Sendi in Daniel, ki je skladbo oz. album produciral.

## Zasedba

### Sodelujoči
- Margarita Suhankina – originalni studijski vokal
- Tatjana Ovsienko – lažni odrski playback vokal
- Andrej Litjagin – glasba, aranžmaji, producent, snemanje
- Valerij Sokolov  – besedilo
- Aleksej Gorbašov – kitara, aranžmaji, snemanje

### Glavni akterji
| Andrej Litjagin (Андрей Литягин) | Margarita Suhankina (Маргарита Суханкина) | Tatjana Ovsienko (Татьяна Овсиенко) |
| -------------------------------- | ----------------------------------------- | ----------------------------------- |
|                                  | 240x                                      | 240x                                |
| Avtor glasbe                     | Originalni studijski vokal                | Lažni odrski vokal                  |